# Splinter (King George Island)
Der Splinter (englisch; polnisch Odlupek; jeweils für Splitter) ist ein Felsvorsprung auf King George Island im Archipel der Südlichen Shetlandinseln. Er ragt oberhalb des Gniezno-Gletscher im Massiv des Mount Hopeful auf.
Polnische Wissenschaftler benannten ihn 1981 deskriptiv.